# Conselh de la Lenga Occitana
Il Consiglio della Lingua Occitana o CLO (in occitano: Conselh de la Lenga Occitana o regionalmente Conseu de la Lenga Occitana) è un organismo di codificazione della lingua occitana, fondato nel 1996-1997.

## Competenza
Il Conselh de la Lenga Occitana gestisce la norma classica della lingua occitana, mentre non interviene nella gestione delle norme concorrenti, come la norma mistraliana (o felibriana), la norma bonaudiana e quella della Scuola del Po. Il CLO si occupa di tutti gli aspetti della norma linguistica, abbracciando l'ortografia e le norme di pronuncia.
La sua competenza si estende a tutti i territori dell'Occitania e a tutte le varietà della lingua occitana, in quanto la norma classica ha la vocazione di trovare delle soluzioni coordinate e convergenti a livello di lingua, nel rispetto dei dialetti principali. Il CLO ha preconizzato una stabilità e una fedeltà alla norma classica così come è stata fondata da Louis Alibert nel 1935 e nel giro di pochi anni ha svolto soprattutto un lavoro di chiarificazione e di precisione, risolvendo casi di divergenza nell'interpretazione della norma che erano sorti tra il 1975 e il 1996, nonché ambiguità della norma medesima. Rispetto all'opera alibertina, i punti modificati sono comunque stati marginali e poco numerosi.

## Storia

### Fondazione
Il Conselh de la Lenga Occitana venne fondato nel 1996 (ufficialmente l'anno seguente) e le sue prime riunioni di lavoro ebbero luogo a Tolosa prima e Nîmes poi. La fondazione del CLO fu una diretta conseguenza della crisi e del disordine che affliggevano la norma classica da alcuni decenni: in teoria, la norma classica si basava sull'opera di Alibert a partire dalla sua Gramatica occitana segon los parlars lengadocians del 1935, e in seguito sulla gestione di quest'ultima da parte dell'Institut d'Estudis Occitans (IEO) dal 1945 in poi.
Tuttavia, a partire dal 1975, l'IEO permise lo sviluppo di pratiche antinormative o contraddittorie nel suo seno e nelle sue proprie pubblicazioni, e di conseguenza non fu più in grado di garantire la diffusione di una norma stabile e univoca. Fu così che da due parti giunse l'iniziativa di fondare il CLO: da un lato da parte del Gidilòc (Grop d'Iniciativa per un Diccionari Informatizat de la Lenga Occitana) e dall'altro da parte del settore di linguistica dello stesso Istituto di Studi Occitani. I due organismi manifestarono la comune volontà di trovare delle soluzioni al disordine normativo.
Il Consiglio della Lingua Occitana fu composto inizialmente invitando una serie di specialisti di chiara fama, secondo il principio della cooptazione. In seguito, nuovi soci aderirono al CLO ed altri ne uscirono.
I primi lavori del Conselh del 1996 (informali, a Tolosa) e del 1997 (fondazione ufficiale del CLO a Tolosa, seguita da un'altra riunione a Nîmes) culminarono in una serie di raccomandazioni per risolvere le divergenze ortografiche più ricorrenti in occitano, nonché in una serie di principi più specifici per il provenzale, il nizzardo e il vivaro-alpino; i risultati vennero poi sintetizzati in un documento pubblico.
Negli anni seguenti, dal 1997 al 2002, il Consiglio della Lingua Occitana si riunì con regolarità ed adottò una serie di soluzioni per risolvere ulteriori problemi ricorrenti, non solo in campo ortografico ma anche per la cosiddetta "norma orale".

### Le difficoltà
Nonostante il brillante inizio, negli anni successivi sorsero alcune tensioni quando il CLO cominciò a voler risolvere dei problemi supplementari: alcuni esponenti del mondo scientifico ed anche certi membri del CLO stesso si mostrarono contrari a trovare soluzioni consensuali o ad accettare le decisioni prese a maggioranza.
Il Gidilòc, uno dei cofondatori del Conselh, ha continuato a svolgere una collaborazione scientifica regolare con le attività del CLO.
L'Istituto di Studi Occitani, l'altro cofondatore del CLO, si era mostrato inizialmente attivo e costruttivo all'interno del Consiglio, e l'assemblea generale dell'IEO del 1998 aveva votato il riconoscimento e l'adozione delle preconizzazioni del CLO. Tuttavia, a causa delle crescenti tensioni, nel 2001 la direzione dell'IEO cambiò atteggiamento, proponendo addirittura di staccarsi dal Conselh per fondare un organismo concorrente che avrebbe avuto il nome di "Acadèmia Occitana". La frattura iniziò a ricomporsi l'anno successivo, quando IEO e CLO intavolarono nuove riunioni per giungere un nuovo accordo di collaborazione e mutuo riconoscimento, ma i negoziati non giunsero ad una soluzione condivisa. Dal 2002, queste diverse tensioni hanno rallentato il ritmo di lavoro del CLO, che continua tuttavia ad esistere giuridicamente come associazione.

### Il risorgimento e l'eredità odierna del CLO
In gennaio del 2021, il CLO ricuperò la sua libertà d'azione e il ritmo delle sue attività normali. Ormai propone soluzioni concrete per risolvere le vacillazioni persistenti nell’uso della lingua. Ho ha spiegato in un comunicato.
Al giorno d'oggi le preconizzazioni del CLO sono seguite da una parte del movimento occitanista, che vi vede una soluzione utile per sviluppare l'occitano in maniera più ordinata, specialmente in pedagogia. Il Consiglio della Lingua Occitana è riconosciuto ufficialmente dal Conselh Generau della Val d'Aran - l'unico territorio in cui l'occitano goda di ufficialità - e quindi dall'Oficina de Foment e Ensenhament der Aranés dal 1999, dall'Associacion Internacionala d'Estudis Occitans (AIEO) dal suo congresso di Tolosa del 1997, dal Gidilòc (che è membro fondatore del CLO) e da una parte degli insegnanti, formatori e organismi culturali. Alcuni libri, cd e dvd precisano che seguono e applicano la norma del CLO.
Al contrario, un'altra parte del movimento occitanista dimostra sia indifferenza, sia mancanza di informazione, se non ostilità, nei confronti della norma classica così come regolata dal CLO.